# SN 1987R
SN 1987R – niepotwierdzona supernowa odkryta 30 listopada 1987 roku w galaktyce M+07-16-01. W momencie odkrycia miała maksymalną jasność 18,50m.